# Аминин, Дмитрий Львович
Дмитрий Львович Аминин (род. 25 апреля 1956 года, Таллин, ЭстССР, СССР) — российский биохимик, специалист в области биоорганической химии, биохимии и клеточной биологии, член-корреспондент РАН (2019).
Заведующий лабораторией биоиспытаний и механизма действия биологически активных веществ Тихоокеанского института биоорганической химии им. Г.Б. Елякова ДВО РАН.
Автор 204 научных работ, из них 5 глав в монографиях и 10 патентов.